# Astrophiura kawamurai
Astrophiura kawamurai är en ormstjärneart som beskrevs av Matsumoto 1912. Astrophiura kawamurai ingår i släktet Astrophiura och familjen fransormstjärnor. Inga underarter finns listade i Catalogue of Life.